# Begleiter Wilhelms des Eroberers
Wilhelm der Eroberer hatte in der Schlacht von Hastings 1066 unter seinem Kommando Männer von verschiedener Herkunft, Rang und Ansehen. Mit diesen und anderen fuhr er in den folgenden fünf Jahren fort, die Plünderung des Nordens anzuführen und die normannische Eroberung Englands abzuschließen. Der Begriff Begleiter Wilhelms des Eroberers bezeichnet im weitesten Sinne diejenigen, die Wilhelms Feldzug zur Eroberung Englands von 1066 bis 1071 planten, organisierten und begleiteten. Der Begriff wird jedoch auch enger definiert als jene Adligen, die tatsächlich mit Herzog Wilhelm in der Schlacht von Hastings gekämpft haben. Hier ist – soweit nicht anders erwähnt – die engere Definition gemeint.

## Belege vs. Legende
Im Laufe der Jahrhunderte seit der Schlacht von Hastings haben viele in England angegeben, dass ein Vorfahre auf der normannischen Seite gekämpft habe. Zwar gibt es Beweise für eine umfassende Besiedlung Englands durch Menschen mit normannischer, bretonischer oder flämischer Herkunft nach 1066, es bleibt jedoch die Tatsache, dass die Namen von nur 15 Männern, die sich mit Herzog Wilhelm in der Schlacht befanden, in zuverlässigen Quellen gefunden werden können. Diese Gruppe wird oft als „belegte Begleiter“ (proven companions) bezeichnet. Viele Listen und sogenannte rolls anderer mutmaßlicher Gefährten wurden im Laufe der Zeit erstellt, aber wenn keine neuen Beweise auftauchen, sind alle derartige Vermutungen ohne historischen Wert.

## Die zeitgenössischen Quellen
Drei Quellen stellen die einzigen allgemein anerkannten zuverlässigen zeitgenössischen Belege dar, die Teilnehmer an der Schlacht von Hastings benennen. Aus diesen drei Quellen ergeben sich nur 15 Namen.
- Gesta Guillelmi II Ducis Normannorum ("Die Taten Wilhelms II., Herzog der Normannen"), von Wilhelm von Poitiers, verfasst zwischen 1071 und 1077. Der Autor wurde um 1020 in Les Préaux bei Pont-Audemer geboren, und gehörte einer einflussreichen normannischen Familie an. Nach einem Militärdienst studierte er in Poitiers und kehrte dann in die Normandie zurück, wurde Kaplan Herzog Wilhelms sowie Erzdiakon von Lisieux. Er starb 1090. Sein Werk ist eine Eloge auf den Herzog. Der erste und der abschließende Teil sind verloren, der erhaltene Text beschreibt die Zeit zwischen 1047 und 1068 und enthält Details zu Wilhelms Leben, ist allerdings bezüglich des Geschehens in England unglaubwürdig. Er enthält eine detaillierte Beschreibung der Vorbereitungen für den Feldzug, die Schlacht von Hastings und die Nachwirkungen. Das Werk bildet die Basis für weite Teile der Schriften von Ordericus Vitalis.

- Historia Ecclesiastica („Kirchengeschichte“), von Ordericus Vitalis, insbesondere die Bücher 4 und 5.[5] Ordericus wurde um 1075 in England als Sohn eines normannischen Priesters geboren und wurde mit 11 Jahren Novize in der Abtei Saint-Évroult. Er begann um 1110 mit seiner Arbeit, die vor allem eine Geschichte seines Klosters sein sollte, und setzte sie bis zu seinem Tod 1142 fort.
- Der Teppich von Bayeux, eine kommentierte bildliche Darstellung der normannischen Eroberung. Er wurde wahrscheinlich in Bayeux in der Normandie kurz nach dem Ereignis im 11. Jahrhundert hergestellt.

Diese drei Quellen sind offensichtlich unzureichend, nicht nur, weil sie alle hauptsächlich aus normannischer Sicht berichten. Wilhelm von Poitiers, Kämmerer des Herzogs und ausgebildeter Ritter, der die detailliertesten Informationen liefert, war während der Schlacht in Frankreich und verrät starke Vorurteile in Bezug auf die bretonische Kultur und ihre Rolle in Hastings. Sowohl Wilhelm als auch Ordericus geben an, dass die Bretonen ein Hauptbestandteil der Schlachtordnung waren, nennen aber keinen der anwesenden Bretonen mit Namen.

## „Belegte Begleiter“
Die folgende Liste entspricht der Reihenfolge in den jeweiligen Quellen (Wilhelm von Poitiers (1–12), Teppich von Bayeux (13), Ordericus Vitalis (14–15)):
- (1) Robert de Beaumont († 1118), ab 1081 Comte de Meulan, 1107 1. Earl of Leicester (Haus Beaumont)
- (2) Eustache II. († um 1085), seit 1049 Comte de Boulogne (Haus Boulogne)
- (3) Guillaume († 1118), ab 1067 Comte d’Évreux (Rolloniden)
- (4) Geoffroy de Châteaudun († 1100), Seigneur de Nogent, ab etwa 1080 Comte de Mortagne (Haus Châteaudun)
- (5) Guillaume de Crépon (William FitzOsbern, † 1071), Seneschall des Herzogs, ab 1067 1. Earl of Hereford (FitzOsbern)
- (6) Aimeri IV. († 1093), seit etwa 1055 Vicomte de Thouars (Haus Thouars)
- (7) Gautier Giffard (William Giffard, † um 1084), nach 1055 Seigneur de Longueville (Haus Giffard)
- (8) Hugues de Montfort († nach 1088), Seigneur de Montfort-sur-Risle, Connétable de Normandie (Haus Bastembourg)
- (9) Raoul II. de Tosny († 1102), Seigneur de Conches (Haus Tosny)
- (10) Hugues de Grandmesnil († 1098), Seigneur de Grandmesnil, später High Sheriff of Leicestershire (Grandmesnil)
- (11) Guillaume de Warenne (William de Warenne, † 1088), 1088 1. Earl of Surrey (Haus Warenne)
- (12) Guillaume Malet (William Malet, † um 1071), Herr von Graville (Haus Malet)
- (13) Odon, Halbbruder Herzog Wilhelms, 1049 Bischof von Bayeux, 1066 Earl of Kent (Haus Conteville)
- (14) Turstin FitzRolf (Turstin FitzRou, Turstin le Blanc, 1086 bezeugt)
- (15) Engenulf de Laigle, 1066 in der Schlacht von Hastings gefallen (Haus l’Aigle)

## Fünf weitere Namen
Die folgenden fünf Namen werden sowohl von David C. Douglas als auch von Geoffrey H. White genannt und stammen aus den „Complete Peerage XII-1“ (Anhang L.) (Wilhelm von Poitiers (16), Teppich von Bayeux (17–19), Ordericus Vitalis (20)).
- (16) Geoffroy de Montbray († 1093), 1049 Bischof von Coutances (Haus Mowbray)
- (17) Robert de Conteville († 1090), Bruder von Bischof Odon, wohl 1066 Graf von Mortain (Haus Conteville)
- (18) Wadard, vermutlich ein Gefolgsmann des Bischofs von Bayeux
- (19) Vital, vermutlich ein Gefolgsmann des Bischofs von Bayeux
- (20) Gilbert d’Auffay, Herr von Auffay

## Die „Miteroberer“
Für Charles Warren Hollister sollte der Begriff "Begleiter des Eroberers", falls er nicht auf diejenigen beschränkt wird, die an der berühmten Schlacht teilgenommen haben, sich nicht auf alle einfachen Teilnehmer wie z. B. Köche erstrecken. Die Bezeichnung sollte sich eher auf diejenigen beziehen, auf die sich der Eroberer gestützt hat und die ihm die Soldaten, die Kommandeure, die finanziellen Mittel usw. zur Verfügung stellten. Unter ihnen befanden sich natürlich auch die Vertrauten des Herzogs, wie seine beiden Halbbrüder, William FitzOsbern, Roger de Montgomerie und Roger de Beaumont. Zu diesem Kreis von Verwandten kommen diejenigen hinzu, die mit ihm verbündet sind (insbesondere durch die Verwandtschaft mit Gunnora). Unter ihnen sind William de Warenne, Raoul de Mortemer, Richard de Bienfaite, Baudouin de Meules, die Familie Tosny, die Kinder oder Enkel von Baudry le Teuton (Courcy, de Neuville, d‘Aunou, siehe Haus Courcy). Es scheint auch, dass Wilhelm der Eroberer bei seinem Unternehmen den Männern seiner Generation vertraute: So wird Hugues d’Avranches, der Sohn des Vicomte d'Avranches, mit großer Verantwortung betraut, während sein Vater bis 1066 in die Verwaltung der Normandie involviert war.
Auch muss man die Angehörigen des Herzogshauses wie Robert d’Oilly in Betracht ziehen, der Erfahrung in der Vorbereitung von Feldzügen hatte; die Herren und Militärkommandanten benachbarter Grafschaften und Fürstentümer (Flandern, Bretagne, Ponthieu, Poitou usw.), die als Befehlshaber für ihre eigenen Kontingente dienten; diejenigen, die das zu erobernde Gebiet kannten, wie z. B. Guillaume Malet.
Während der Eroberung wurden Männern, die in der Normandie von geringerer Bedeutung waren, große Aufgaben übertragen. Es ist sehr wahrscheinlich, dass das Ansehen, das sie sich in der Schlacht von Hastings erwarben, die Aufmerksamkeit des Herzogs erreichte. Unter diesen Männern sind Guillaume de Percy, Geoffroy de Mandeville, Henri de Ferrières und Gautier de Lacy usw.

### Weitere Namen
Mason fügt einen weiteren hinzu, den er bei Ordericus Vitalis gefunden hatte:
- Onfroy de Tilleul, Schwager von Hugues de Grandmesnil (siehe Grandmesnil), Wächter der Burg Hastings (die zwischen Landung und Schlacht eiligst gebaut wurde), und daher wohl kaum Teilnehmer an der Schlacht; er ist einer von zwei Teilnehmern des Feldzugs, die zuvor längere Zeit in England gewesen waren (der andere ist Eustache de Boulogne): sein Sohn Robert of Rhuddlan erhielt von  Eduard dem Bekenner den Ritterschlag.

Douglas bringt weitere Namen ins Spiel:
- Laut nicht näher bezeichneten Quellen:
  - Robert de Vitot, in der Schlacht verwundet
  - Gerelmus de Panileuse
  - Robert, Sohn von Erneis, aus der Familie Tesson, der in der Schlacht fiel
  - Roger, Sohn von Turold (wohl Thorold de Pont-Audemer)
  - Erchembald, Sohn des Vicomte Erchembald
- Laut dem Gedicht Carmen de Hastingae Proelio:
  - Ivo Taillefer, ein Barde, dessen Tod die Kämpfe auslöste
  - ein Angehöriger des Hauses Ponthieu, vermutlich Hugues de Ponthieu, Sohn des Grafen Hugues II. und Bruder des Grafen Guy I.
- Personen, die kurz nach der Krönung Wilhelms Dokumente unterzeichneten:
  - Gérald (oder Gérold) der Seneschall, Großvater von Guillaume de Roumare, der zum Feldzug 40 Schiffe beisteuerte
  - Rodulf (Raoul) der Kammerherr, vielleicht aus der Familie Tancarville
  - Hugues d’Ivry, der Maître d’hôtel (Pincerna, Mundschenk)
  - Richard de Bienfaite (Clare (Familie))
  - Pons, möglicherweise der Ahnherr der Familie Clifford
- Personen, die ein in Caen am 17. Juni 1066 ausgestelltes Dokument beglaubigten:
  - Richard Goz, Vicomte d'Avranches (siehe Haus Conteville)
  - Ranulph, Vicomte de Bayeux, dessen Schwiegersohn (siehe Haus Conteville)
  - Raoul (II.) Tesson (er ist der leibliche Vetter von Robert, Sohn von Erneis, siehe oben)
  - Foulque d'Aunou, der ebenfalls 40 Schiffe bereitstellte

## Sekundärquellen
- Carmen de Hastingae Proelio („Lied von der Schlacht von Hastings“), ein Gedicht, das Gui de Ponthieu, dem Bischof von Amiens, zugeschrieben wird und kurz nach 1066 verfasst wurde.
- Roman de Rou von Wace, um 1160/70 mit 116 Namen (siehe unten)
- Cronicques de Normendie, von William Le Talleur, Rouen, 1487.[6]
- Collectanea von John Leland († 1552), basierend auf der Battle Abbey Roll (siehe unten)
- Holinshed's Chronicles of England, Scotland and Ireland, von Raphael Holinshed (1529–1580), Erstveröffentlichung 1577, angeblich auf Le Talleur und Leland fußend.[7]
- Battle Abbey Roll, unterschiedlich in Anzahl, Datum und Zuverlässigkeit, Kopie aus dem 16. Jahrhundert; das seit langem verlorene Original stammt angeblich aus der von Wilhelm dem Eroberer an der Stelle von König Haralds Tod kurz nach der Schlacht gegründeten Battle Abbey.
- Roll of Dives-sur-Mer, Normandie, 1862: Die Namen wurden 1862 unter der Schirmherrschaft der französischen Archäologischen Gesellschaft an der Wand des Kirchenschiffes der normannischen Kirche (11. Jahrhundert) von Dives-sur-Mer eingraviert. 475 Namen werden aufgelistet, hauptsächlich basierend auf Namen, die im Domesday Book enthalten sind. Die Namen sind daher nur die der Normannen, die 1086 in England Land hatten, von denen viele möglicherweise in Hastings gekämpft haben.
- Roll of Falaise, Normandie, 1931: sie besteht aus einer Bronzetafel, die auf Initiative der französischen Regierung im Château de Falaise aufgestellt wurde; sie enthält 315 Namen, basierend auf dem Roman de Rou und einer der Battle Abbey Roll.

## Der historische Kern desRoman de Rou
Hundert Jahre nach der Schlacht geschrieben, wurde die Arbeit des Dichter-Chronisten Wace lange diskutiert, wobei sich sein Ruf als Chronist praktisch auf ein Nichts reduzierte. Im Jahr 1997 zeigt eine Studie von Elisabeth van Houts, dass die Kritik an Wace zumeist unbegründet ist. Da Wace die Beiträge der Familien aus der Region Bayeux besonders hervorgehoben zu haben scheint, müssen einige der zugehörigen Namen mit Vorsicht betrachtet und wahrscheinlich weggelassen werden. Nach Charles Warren Hollisters Auffassung hat Wace auch die mündlichen Überlieferungen der anglo-normannischen Familien seiner Zeit für bare Münze genommen.
Das Gedicht von Wace nennt 116 Personen, die mit einem Ortsnamen bezeichnet werden. Von diesen werden 38 mit Vornamen und Beinamen oder Ortsnamen genannt, zu 21 gibt es ausführliche Beschreibungen ihrer Handlungen. Sie sind einfach zu identifizieren und die Wahrscheinlichkeit, dass sie an der Schlacht teilnahmen, ist groß. Die anderen 77 werden einfach durch Angabe der Gebiete erwähnt, deren Herren sie sind. Die 44, die im Roman mit mindestens zwei Angaben bekannt sind (ein Vorname und / oder ein Ortsname und / oder ein Spitzname), sind:
- Aimeri IV., Vicomte de Thouars
- Engenulf de Laigle
- Alain le Roux
- Gilbert d’Asnières
- Foulques d’Aunou
- Richard Goz, Vicomte d’Avranches
- Robert de Beaufou
- Bernard de Saint-Valéry
- Robert Bertran
- Roger Bigod
- Luce de Bolbec
- Guillaume de Crépon
- Mauger de Carteret
- Guillaume de Colombières
- Onfroi de Bohon
- Gilbert Crespin (Haus Crespin)
- Errand de Harcourt
- Eustache d’Abbeville
- Henri de Ferrières
- Robert, Sohn von Erneis, aus der Familie Tesson
- Raoul de Fougères (Haus Fougères)
- Raoul de Gaël (Haus Montfort-Laval)
- Gautier Giffard
- Hugues de Gournay
- Hugues de Grandmesnil
- Geoffroy de Mandeville (Haus Mandeville)
- Guillaume Malet
- Roger Marmion
- Martel de Bacqueville
- Geoffroy de Mayenne
- Hugues II. de Montfort
- Roger de Montgommerie (Haus Montgommery)
- Robert de Mortain
- Hugues II. de Mortemer (Mortimer (Familie))
- Guillaume de Moulins(-la-Marche)
- Guillaume de Mohun
- Odon de Bayeux
- Ivo Taillefer
- Richard d’Orbec
- Guillaume de la Lande-Patry
- Rollon le Blanc
- Guillaume de Roumare
- Raoul II. Taisson (Tesson)
- Guillaume de Warenne

Die anderen 77 werden durch die Angabe der Gebiete erwähnt, deren Herren sie häufig sind – oft um des Reimes willen.